# Mosura 3
Mosura 3 – Kingu Gidora raishu (jap. モスラ 3 キングギドラ来襲; ang. Rebirth of Mothra III) – japoński film typu kaijū z 1998 roku w reżyserii Okihiro Yonedy.

## Informacje ogólne
To dziewiąty film wytwórni Tōhō, znanej z filmów o Godzilli, w którym pojawia się gigantyczna ćma – Mothra. Ostatni, zamykający całą nową, odnowioną serię opowieści o Mothrze – sequel filmów Mosura z 1996 i Mosura 2 – Kaitei no daikessen z 1997 roku.
Reżyserem filmu jest Okihiro Yoneda, który był także reżyserem pierwszej części, a za scenariusz odpowiadał po raz trzeci Masumi Suetani, tym razem sam, a nie we współpracy z Tomoyuki Tanaką. Nadzór nad produkcją pełnił Shōgo Tomiyama, który w poprzednich dwóch częściach pracował jako producent wykonawczy. Efekty specjalne są dziełem Koichiego Kawakity.
Japońska premiera filmu odbyła się 12 grudnia 1998, poza Japonią film był skierowany na rynek telewizyjny oraz CD/DVD/Buker Ray – w Stanach Zjednoczonych pojawił się w 2003 jako Rebirth of Mothra III. Film pojawiał się także pod tytułem Mothra 3: King Ghidorah Attacks.
Kolejnym filmem, w którym pojawia się Mothra jest Wielka bitwa potworów w reżyserii Shūsukego Kaneko z 2001 roku.
Mosura 3 nakręcony został w Japonii.
W samej Japonii film przyniósł dochód przekraczający 850 mln jenów. Amerykańskim dystrybutorem był TriStar Pictures, część Sony Pictures Home Entertainment.
9 września 2014 ukazała się rynku amerykańskim nowa edycja Blue Ray/DVD zawierająca wszystkie trzy filmy serii: Mosura, Mosura 2 – Kaitei no daikessen oraz Mosura 3: Kingu Gidora raishu jako Rebirth of Mothra I, II i III – w ramach Toho Godzilla Collection.
W serwisie Rotten Tomatoes film ma ocenę publiczności 67%, a w IMDb – ocenę 5,9.

## Fabuła
Wraz z pierwszym filmem nowej serii miał miejsce reboot opowieści o Mosurze (Mothrze), gigantycznej ćmie – strażniczce przyrody. Pojawiający się tu potwór jest dzieckiem oryginalnej Mothry.
Mothra nie jest w stanie pokonać Króla Ghidorę teraz i aby ratować świat musi się cofnąć w czasie, by w przeszłości pokonać młodszego Ghidorę.

## Obsada
W filmie wystąpili:

- Megumi Kobayashi – Moll
- Misato Tate – Lora
- Aki Hano – Belvera
- Takuma Yoshizawa – Shota Sonoda
- Kyohei Shinozaki – Shohei Sonoda
- Ayano Suzuki – Tamako Sonoda
- Miyuki Matsuda – Yukie Sonoda
- Atsushi Ōnita – Yūsuke Sonoda
- Kōichi Ueda – wicedyrektor szkoły Kōchō
- Hiromi Suzuki – nauczyciel
- Shirō Namiki – spiker telewizyjny
- Sayaka Yamaguchi – narrator (głos)
- Tsutomu Kitagawa – Król Ghidora / Kredowy Król Ghidorah